# Tabolato
Tabolato är en ort i Mexiko.   Den ligger i kommunen Navolato och delstaten Sinaloa, i den västra delen av landet, 1 100 km nordväst om huvudstaden Mexico City. Tabolato ligger 16 meter över havet och antalet invånare är 665.
Terrängen runt Tabolato är mycket platt. Runt Tabolato är det ganska tätbefolkat, med 155 invånare per kvadratkilometer. Närmaste större samhälle är Navolato, 2,7 km nordost om Tabolato. Omgivningarna runt Tabolato är en mosaik av jordbruksmark och naturlig växtlighet.